# Dogodek v Mestnem logu
Dogodek v Mestnem logu (2009) je živalska pripovedka Helene Kraljič.

## Zgodba
Veverica Vika v Mestnem logu skuša pomagati medvedu. Veverica vidi strašen prizor, ki si ga narobe razlaga, zato po gozdu razširi napačne govorice. Ko pride resnica na dan, se vsi dogodku le nasmejijo. Sporočilo zgodbe je, da so včasih lahko stvari drugačne kot se zdijo na prvi pogled.